# بافل بودكولزين
بافل بودكولزين (بالروسية: Подкользин, Павел Николаевич) مواليد 15 يناير 1985 في نوفوسيبيرسك، الجمهورية الروسية السوفيتية الاتحادية الاشتراكية، الاتحاد السوفيتي، هو لاعب كرة سلة روسي سابق بدأ مسيرته الاحترافية في سنة 2001 لعب في دوري السوبر الروسي لكرة السلة وحمل الرقم 23. يبلغ طوله 7 قدم 5 بوصة (2.3 م).

## فرق لعب لها
- بالاكانسترو فاريزي
- دالاس مافيريكس

## روابط خارجية
- بافل بودكولزين على موقع الاتحاد الدولي لكرة السلة (الإنجليزية)
- بافل بودكولزين على موقع الدوري الأوروبي لكرة السلة (الإنجليزية)
- بافل بودكولزين على موقع سبورتس رفرنس (الإنجليزية)
- بافل بودكولزين على موقع كرة السلة الأوروبية.كوم (الإنجليزية)
- بافل بودكولزين على موقع ريلجم (الإنجليزية)
- بافل بودكولزين على موقع بروبوليرز (الإنجليزية)
- بافل بودكولزين على موقع سبورتس رفرنس (الإنجليزية)
- بافل بودكولزين على موقع سبورتس رفرنس (الإنجليزية)